# 东豆川站
東豆川站（：／ Dongducheon yeok */?）是首都圈電鐵1號線京元線路段沿線的一座地面車站，位於韓國京畿道東豆川市東豆川洞。

## 历史
- 1912年7月25日：以東豆川站（동두천역）開始營業[1]。
- 1945年8月24日：38線分斷，一時間成為京元線南韓路段的終點站。
- 1984年2月10日：城市南移，改名為東安站（동안역）。
- 2006年12月15日：首都圈電鐵1號線延長開通的同時還原東豆川站的站名。
- 2011年7月28日：2011年7月韓國暴雨造成軌道流失，通勤列車營業暫時中斷。
- 2012年3月21日：哨城鐵橋完工，通勤列車恢復運行的同時減編至單向1日6編。
- 2012年7月1日：通勤列車運行編數增編。
- 2012年11月20日：新炭里站－白馬高地站路段延長開通，東豆川站－白馬高地站路段通勤列車以9回運行，新炭里站8回運行，共34回運行。
- 2013年4月1日：往白馬高地、新炭里改為每小時整點出發。
- 2014年8月1日：和平列車開始運行。
- 2018年7月2日：京元線漣川－白馬高地路段軌道進行改善工程，通勤列車、和平列車只運行至漣川站。

## 車站結構
除去與月台沒有相連的軌道，合共3面6線，當中首都圈電鐵使用2面4線（雙島式月台），通勤列車使用1面2線（島式月台），2號月台與3號月台設定為本線。只是與議政府站不同，逍遙山出發包括一部分起終點站列車急行，大部分停靠2號月台，回車外自逍遙山開出的列車有時停靠1號月台。4號月台完全不使用。出口共2個。現在電鐵月台設有月台幕門。

### 月台配置
| ↑ 保山                     |
| \| １２ \| ３４ \| ５６ \| |
| 逍遙山 ↓                   |

| 月台 | 路線             | 目的地                             |
| ---- | ---------------- | ---------------------------------- |
| 1、2 | ●首都圈電鐵1號線 | 東豆川中央、光大學、回基、仁川方向 |
| 3、4 | ●首都圈電鐵1號線 | 逍遙山方向                         |
| 5、6 | 京元線           | 不使用                             |

## 出口情報
- 1號出口：東洋大學北首爾校區、美軍2師團、逍遙洞居民中心、逍遙派出所。
- 2號出口：東豆川地方產業園區、Dongbo初等學校、信興中學校、信興高等學校。

## 使用人數
2006年資料以開通日2006年12月15日起計至12月31日為止共17日為基準換算。
| 路線  | 路線 | 每日平均人數（人次） | 每日平均人數（人次） | 每日平均人數（人次） | 每日平均人數（人次） | 每日平均人數（人次） | 每日平均人數（人次） | 每日平均人數（人次） | 每日平均人數（人次） | 每日平均人數（人次） | 每日平均人數（人次） | 備註  |
| 路線  | 路線 | 2000年               | 2001年               | 2002年               | 2003年               | 2004年               | 2005年               | 2006年               | 2007年               | 2008年               | 2009年               | 備註  |
| ----- | ---- | -------------------- | -------------------- | -------------------- | -------------------- | -------------------- | -------------------- | -------------------- | -------------------- | -------------------- | -------------------- | ----- |
| 1號線 | 乘車 | 未開通               | 未開通               | 未開通               | 未開通               | 未開通               | 未開通               | 2,868                | 2,938                | 3,007                | 3,001                | [ 3 ] |
| 1號線 | 下車 | 未開通               | 未開通               | 未開通               | 未開通               | 未開通               | 未開通               | 2,952                | 3,351                | 3,311                | 3,313                | [ 3 ] |
| 路線  | 路線 | 每日平均人數（人次） | 每日平均人數（人次） | 每日平均人數（人次） | 每日平均人數（人次） | 每日平均人數（人次） | 每日平均人數（人次） | 每日平均人數（人次） | 每日平均人數（人次） | 每日平均人數（人次） | 備註                 |       |
| 路線  | 路線 | 2010年               | 2011年               | 2012年               | 2013年               | 2014年               | 2015年               | 2016年               | 2017年               | 2018年               | 備註                 |       |
| 1號線 | 乘車 | 2,915                | 2,561                | 2,403                | 2,552                | 2,360                | 2,245                | 2,282                | 2,265                | 2,319                | [ 3 ]                |       |
| 1號線 | 下車 | 3,129                | 2,901                | 2,998                | 3,355                | 3,126                | 2,946                | 2,927                | 2,888                | 2,862                | [ 3 ]                |       |